# Preecha Ruangjan
Preecha Ruangjan (en tailandés: ปรีชา เรืองจันทร์, Phichit, 4 de junio de 1955) es un servidor civil tailandés egresado de la Universidad de Chulalongkorn. Posteriormente ingresó en la Universidad Médica de Cebú, donde obtuvo el título de Doctor en 1980s. Desde el 2009 se desempeña como gobernador de la Provincia de Phitsanulok en el norte de Tailandia y volvió a intentarlo en 2014. Previo a su retiro, se desenvolvió como rector y profesor de la Universidad de Naresuan.